# Pfudrach
Die Pfudrach ist ein Bach in der bayerischen Stadt Vilshofen an der Donau. Sie entspringt im südwestlichen Stadtgebiet und mündet ebenfalls im Stadtgebiet in die Donau.
Die Quelle befindet sich im Stadtteil Hördt in einem kleinen Waldstück auf 395 m über NN. Der Bach hat eine Gesamtlänge von 1,71 km und ein Einzugsgebiet von 0,64 km². Im Oberlauf des Gewässers, westlich der Benediktinerabtei Schweiklberg, erfolgte eine beachtliche Eintalung in das Gelände. Der Bach ist im Unterlauf fast vollständig kanalisiert und wird unterirdisch bis zur Mündung auf 301 m über NN geführt.